# Afromevesia ulugurusphinx
Afromevesia ulugurusphinx là một loài tò vò trong họ Ichneumonidae.